# Донецьке море (цвинтар)
Донецьке море — некрополь у Ленінському районі міста Донецька. Займає площу 37 гектарів. Був заснований у 1960 році.

## Опис
Цвинтар «Донецьке Море» знаходиться у Ленінському районі міста Донецька, має робочу площу 37 гектарів, з яких освоєно близько 36 га. У місті Донецьку є кілька десятків цвинтарів, з них діючими є лише дев'ять, одне з них і є «Донецьке Море». Тут здійснюються поховання мешканців району та міста Донецька. Цвинтар є майже освоєним, тому міська рада має плани виділення додаткових земель для розширення територій некрополя. Донецьке Море було засновано у 1960 році, є середнім за віком цвинтарем Донецька.
Дістатися до цвинтаря «Донецьке Море» можна регулярним міським транспортом, наприклад маршрутними таксі № 37. У поминальну неділю міські транспортники відкривають додаткові маршрути.

## Відомі поховання
- Гусак Володимир Корнійович (1939—2002, Донецьк) — український медик, член-кореспондент Академії медичних наук України, доктор медичних наук (1981), професор (1984), заслужений діяч науки і техніки України (199), дійсний член Нью-Йоркської академії наук, лауреат Державної премії України в галузі науки і техніки (2002).
- Павлов Арсен Сергійович (нар. 2 лютого 1983, Ухта — пом. 16 жовтня 2016, Донецьк) — учасник війни на сході України на боці ДНР.
- Поважний Станіслав Федорович (нар. 21 січня 1938, Ворошиловград — пом. 3 серпня 2014) — ректор Донецького державного університету управління у 1992–2007 роках, Герой України. Заслужений працівник освіти України, заслужений працівник культури України. Доктор економічних наук, професор.
- Старухін Віталій Володимирович (нар. 6 червня 1949, Мінськ — пом. 9 серпня 2000, Донецьк) — радянський футболіст, нападник. Майстер спорту СРСР — 1973 рік. Більшість кар'єри провів у донецькому «Шахтарі». Відзначався високою результативністю, чудово грав головою. У 2006 р. визнаний найкращим футболістом «Шахтаря» усіх часів.
- Толстих Михайло Сергійович (нар. 19 липня 1980, Іловайськ — пом. 8 лютого 2017, Макіївка) — учасник війни на сході України на боці ДНР.
- Ягубкін Олександр Геннадійович (нар. 25 квітня 1961, Донецьк — пом. 7 серпня 2013, Донецьк) — український радянський боксер-любитель, майстер спорту СРСР, чотириразовий чемпіон СРСР, чемпіон світу, триразовий чемпіон Європи, дворазовий володар Кубка світу (1983, 1985) у важкій ваговій категорії.
- Захарченко Олександр Володимирович (нар. 26 червня 1976, Донецьк — пом. 31 серпня 2018, Донецьк) — український колаборант з Росією, ватажок терористичного угрупування Донецька Народна Республіка.
- Жога Володимир Артемович (нар. 26 травня 1993, Донецьк — пом. 5 березня 2022, Волноваха) — учасник війни на сході України на боці Росії, командир ОРБ «Спарта», Герой Росії.
- Качура Ольга Сергіївна (1970—2022) — учасниця війни на сході України на боці Росії, Герой Росії.